# Aechmea smithiorum
Espèce
Classification phylogénétique
Aechmea smithiorum est une espèce de plante à fleurs de la famille des Bromeliaceae, endémique des Petites Antilles.

## Synonymes
- Aechmea lavandulacea C.H.Wright[1] ;
- Platyaechmea smithiorum (Mez) L.B.Sm. & W.J.Kress[1].

## Distribution
L'espèce est endémique des Petites Antilles et on la trouve notamment à Montserrat, en Guadeloupe, à la Dominique, en Martinique, à Sainte-Lucie, Saint-Vincent-et-les-Grenadines et à la Grenade.

## Description
L'espèce est épiphyte.